# 環境及生態局
環境及生態局（英語：Environment and Ecology Bureau，縮寫：EEB）是香港特別行政區政府在2022年架構重組後成立的一個決策局，由前環境局改組而成；於2022年7月1日成立，負責環境保護、環境衞生、食物安全、漁農與禽畜管理、自然物種保護、應對氣候變化政策。
接掌食物及衞生局負責的環境衞生、食物安全、自然物種保護、漁農及禽畜公共衞生等政策，並且接收原屬商務及經濟發展局的香港天文台。

## 歷史
1989年9月，布政司署設立規劃環境地政科，其中由原有的衞生福利科接管環境保護相關事務，首長為規劃環境地政司。
1997年7月1日香港回歸，所有決策科都改為決策局，規劃環境地政科也改為規劃環境地政局，首長改為規劃環境地政局局長。
2000年1月1日，兩個市政局和市政總署解散，新成立環境食物局，接管規劃環境地政局的環境保護事務。
2002年7月1日，環境食物局改組為環境運輸及工務局，環境衛生、漁農與禽畜管理、自然物種保護及食物安全事務則交由衛生福利及食物局負責。由於該兩局工作量過於龐大，2007年7月1日皆拆分，其中由環境局接管環境保護事務，食物及衛生局則接管環境衛生、漁農與禽畜管理、自然物種保護及食物安全事務。
香港特區行政長官林鄭月娥於《2021年施政報告》提出設立環境及生態局，並於2022年7月1日起實施。

## 下設部門、商營及公營機構
- 香港天文台
- 環境保護署
- 漁農自然護理署
- 食物環境衛生署
- 政府化驗所
- 酒牌局
- 獸醫管理局
- 降低食物中鹽和糖委員會
- 環境運動委員會
- 環境及自然保育基金委員會

## 歷任首長
- 環境及生態局局長
- 環境及生態局副局長
  - 黃淑嫻（2022年8月29日－）

| - 環境及生態局常任秘書長（環境） - 謝小華（2022年7月1日－2025年1月2日） - 張國財（2025年1月2日－） | - 環境及生態局常任秘書長（食物） - 劉利群（2022年7月1日－2024年11月10日） - 楊碧筠（2024年11月11日－） |

- 環境及生態局政治助理
  - 李世隆（2022年9月1日－）

## 外部連結
- 香港特別行政區政府 環境及生態局 （页面存档备份，存于）
- 環境及生態局Facebook專頁 （页面存档备份，存于）